# Kanton Conliège
Conliège is een voormalig kanton van het Franse departement Jura. Het kanton maakte deel uit van het arrondissement Lons-le-Saunier.

## Geschiedenis
Op 22 maart 2015 werd het kanton opgeheven bij toepassing van het decreet van 17 februari 2014. De gemeenten werden opgenomen in het kanton Poligny, behalve de gemeente Courbette, die werd opgenomen in het kanton Moirans-en-Montagne.

## Gemeenten
Het kanton Conliège omvatte de volgende gemeenten:
- Blye
- Briod
- Châtillon
- Conliège (hoofdplaats)
- Courbette
- Crançot
- Mirebel
- Montaigu
- Nogna
- Pannessières
- Perrigny
- Poids-de-Fiole
- Publy
- Revigny
- Saint-Maur
- Verges
- Vevy